# Miljana (Chorwacja)
Miljana – wieś w Chorwacji, w żupanii krapińsko-zagorskiej, w gminie Zagorska Sela. W 2011 roku liczyła 88 mieszkańców.